# Devotion (album de Beach House)
Pour les articles homonymes, voir Devotion (album).
Albums de Beach House
Beach House
(2006) Teen Dream
(2010)
Devotion est le deuxième album studio du duo de dream pop américain Beach House, sorti le 26 février 2008.

## Liste des pistes
| 1.    | Wedding Bell                                              | 3:55 |
| 2.    | You Came to Me                                            | 4:05 |
| 3.    | Gila                                                      | 4:46 |
| 4.    | Turtle Island                                             | 4:00 |
| 5.    | Holy Dances                                               | 4:19 |
| 6.    | All the Years                                             | 3:36 |
| 7.    | Heart of Chambers                                         | 4:25 |
| 8.    | Some Things Last a Long Time (Daniel Johnston / Jad Fair) | 2:32 |
| 9.    | Astronaut                                                 | 5:05 |
| 10.   | D.A.R.L.I.N.G.                                            | 3:18 |
| 11.   | Home Again                                                | 4:09 |
| 44:10 |                                                           |      |